# Fiodor Kuzniecow (1904–1979)
Fiodor Fiedotowicz Kuzniecow (ros. Кузнецов Федор Федотович, ur. 6 września?/19 września 1904 we wsi Pritykino guberni riazańskiej, zm. 16 stycznia 1979 w Moskwie) – radziecki generał pułkownik od 1944, szef Głównego Zarządu Wywiadowczego (wywiadu wojskowego) w latach 1945-1947.

## Życiorys[1]
Członek WKP(b) od 1926. Ukończył fakultet robotniczy w 1931, podjął pracę w Komsomole i związkach zawodowych. W 1937 został I sekretarzem Proletariackiego Komitetu Rejonowego WKP(b) Moskwy. 
Od 1938 pełnił służbę w Robotniczo-Chłopskiej Armii Czerwonej; był szefem Wydziału Zarządu Politycznego RChACz, szefem Wydziału i zastępcą szefa Głównego Zarządu Propagandy Politycznej RChACz. Od 1939 do 1952 i od 1956 do 1961 był członkiem Centralnej Komisji Rewizyjnej partii. Kandydat na członka Komitetu Centralnego KPZR od 1952 do 1956. 
Po napaści Niemiec na ZSRR od 1942 do 1943 był członkiem Rady Wojskowej 60 Armii i Frontu Woroneskiego. 
Od lipca 1945 do 1949 był szefem Głównego Zarządu Wywiadowczego Ludowego Komisariatu Obrony/Ministerstwa Sił Zbrojnych ZSRR, zastępcą szefa Sztabu Generalnego, I zastępcą przewodniczącego Komitetu Informacji przy Radzie Ministrów ZSRR.
Od 1949 był szefem Głównego Zarządu Politycznego Sił Zbrojnych ZSRR, a od 1953 szefem Głównego Zarządu Kadr Ministerstwa Obrony ZSRR. W 1957 został komendantem Wojskowej Akademii Politycznej, w 1959 szefem Zarządu Politycznego i członkiem Rady Wojskowej Północnej Grupy Wojsk.
Od 1969 w rezerwie.
Po śmierci pochowany na Cmentarzu Nowodziewiczym. 

## Nagrody i odznaczenia
- Order Lenina dwukrotnie;
- Order Czerwonego Sztandaru;
- Order Suworowa I klasy;
- Order Kutuzowa I klasy;
- Order Czerwonej Gwiazdy czterokrotnie;

inne ordery i medale.